# 1779 en droit

## Événements
- 12 avril : traité d'Aranjuez, accord entre la France et l'Espagne, concernant l'intervention potentiel de l'Espagne dans la guerre d'indépendance des États-Unis.
- 8 août : édit de Louis XVI abolissant dans le domaine royal en France la mainmorte, une mesure qui frappait les serfs en les déclarant « incapables, et le droit de suite[1].
- 18 novembre : convention de limites entre la France et les Pays-Bas, avec transferts de territoires (transfert vers la France des communes de Gernelle et de Rumel dans les Ardennes et transfert vers le Tournaisis)[2].

## Naissances
- 21 février : Friedrich Carl von Savigny, juriste prussien, fondateur de l'école historique du droit allemande († 25 octobre 1861).
- 1er août : Francis Scott Key, avocat américain, procureur du district de Columbia, auteur des paroles de l'hymne national des États-Unis, The Star-Spangled Banner († 11 janvier 1843).

## Décès
- 7 avril : Charles-Louis Caissotti, juriste et homme politique italien, chargé de réviser la partie concernant les lois civiles des Regie Costituzioni  du royaume de Sardaigne (° 23 mars 1694).
- Date précise inconnue : 
  - Jacques Juge de La Borie, juriste, avocat du roi au Présidial de Limoges, premier maire de Limoges (° 1702).